# Pulicomorpha
Pulicomorpha är ett släkte av skalbaggar. Pulicomorpha ingår i familjen kortvingar.
Kladogram enligt Catalogue of Life:
| Pulicomorpha | \| \| Pulicomorpha coecum \| \| \| \| \| \| Pulicomorpha manni \| \| \| \| |
|              | \| \| Pulicomorpha coecum \| \| \| \| \| \| Pulicomorpha manni \| \| \| \| |
|              | Pulicomorpha coecum                                                        |
|              |                                                                            |
|              | Pulicomorpha manni                                                         |
|              |                                                                            |